# 34044 Obafial
2000 OZ31 (asteroide 34044) é um asteroide da cintura principal. Possui uma excentricidade de 0.06524540 e uma inclinação de 5.12796º.
Este asteroide foi descoberto no dia 30 de julho de 2000 por LINEAR em Socorro.